# Carlos Alberto de Araujo
Pour les articles homonymes, voir Araújo (homonymie).
Carlos Alberto de Araujo, né en 1950, est un peintre brésilien.

## Biographie
Carlos Alberto de Araujo naît en 1950. Travaillant dans un style de peinture résolument abstrait lié au paysagisme abstrait ou au nuagisme, il dépeint des visages et des figures avec une sensibilité considérable et une habileté presque trop élégante.